# Räuberinnen
 (septembre 2023).
Si vous disposez d'ouvrages ou d'articles de référence ou si vous connaissez des sites web de qualité traitant du thème abordé ici, merci de compléter l'article en donnant les références utiles à sa vérifiabilité et en les liant à la section « Notes et références ».
Räuberinnen – Ein Schauermärchen est un film helvético-luxembourgeois réalisé par Carla Lia Monti en 2009.

## Synopsis
Dans un royaume imaginaire et corrompu gouverné par la cruelle Katharina, celle-ci afin de renflouer les caisses de l'état manœuvre pour faire marier sa fille Emily avec Meinrad von Bock, un attardé mental. Katharina entretient aussi une relation sado-masochiste avec l'évêque. Emily est amoureuse de Josef, un palefrenier et ne veut pas entendre parler de ce mariage. Elle s'enfuit du château avec l'aide de Trizi, sa servante. Les deux femmes trouvent refuge dans un bordel. Pendant ce temps, Josef a été capturé par Katharina qui lui fait crever les yeux. L'évêque étant client du bordel, il finit par y découvrir la présence des deux jeunes femmes, des coups de feu sont tirés et la tenancière est tuée. Les prostituées se retrouvent à la rue et décident de devenir des bandits de grand chemins (les Filles brigandes) en recrutant d'autres femmes. Emily et Trizi finissent par être capturées, on coupe la langue de Trizi et on force Emily à se marier. Mais en pleine cérémonie, les Filles brigandes interviennent et font un massacre, délivrant ainsi le royaume de la tyrannie.

## Fiche technique
- Titre original : Räuberinnen – Ein Schauermärchen
- Titres alternatifs : Robber Girls, Filles brigandes
- Réalisation : Carla Lia Monti
- Scénario : Carla Lia Monti, Martin Muse, Thomas Hess
- Musique : Anselme Pau
- Photographie : Enzo Brandner
- Pays de production :  Suisse,  Luxembourg
- Date de sortie : 6 février 2009  Allemagne
- Métrage : 80 minutes
- Langue : allemand
- Genre : comédie, érotique

## Distribution
- Nina Bühlmann : Emily
- Myriam Muller : Trizi
- Mathis Künzler : Frida
- Sabine Timoteo : Cindy
- Antoine Monot Jr. : Meinrad von Bock
- Sascha Ley : Karla, une prostituée
- Celine Wenger : Alice
- Hans-Peter Ulli : L'évêque
- Nils Althaus : Josef, le palefrenier
- Cynthia Coray : Magdalena, la sœur d'Emily
- Alexandra Prusa : Katharina, la mère d'Emily
- Delphine Clairet : Madame Fleurie, la tenancière du bordel
- Gianin Loffler : Petrus, un homme de main
- Kaspar Weiss : Johannes, un homme de main
- Milton Rodrigues Gomes : Lumumba, l'esclave de l'évêque
- Thierry Van Verweke :  Franz Von Dugland, régent du royaume
- Claire Thill : une robber girl
- Sascha Lara Bleuler : Lisa
- Janine Horsburgh : une postulante robber girl
- Maggie Shore : une robber girl